# Erika Tappe
Erika Tappe (* 19. Juni 1939 in Essen als Erika Wyneken; † 3. Dezember 2019 in Berlin) war eine deutsche Künstlerin, Synchronsprecherin, Drehbuchassistentin, Schauspielerin und Autorin.

## Leben
Erika Tappe wuchs in Essen und Ambach am Starnberger See auf. Sie arbeitete als junge Frau in München als Synchronsprecherin (z. B. Titelrolle der deutschen Fassung von Adieu Philippine von Jacques Rozier), Drehbuchassistentin und Schauspielerin in Nebenrollen (z. B. Das ozeanische Fest). In ihrer ersten Ehe mit dem Archäologen Ernst-Ludwig Schwandner reiste sie zu Ausgrabungen und schuf unter anderem einen Dokumentarfilm zur Ausgrabung des Heiligtums der Aphaia auf der griechischen Insel Ägina. Erika Tappe lebte mit ihrem zweiten Mann, dem Architekten, Künstler, Illustrator und Autor Hans-Christian Tappe, in Berlin.

## Künstlerisches Schaffen

### Malerei und Installationen
Erika Tappe lernte zunächst autodidaktisch, dann bei Susanne Stolzenberg, Reinhard Stangl, Franz Grabmayr und Peter Herrmann.
Sie reiste, zeichnete und malte gemeinsam mit ihrem zweiten Mann Hans-Christian Tappe und stellte ihre Werke in Europa und Russland aus. Ihr weites Repertoire reicht von Installationen, Ölmalerei und Zeichnungen, von Abstraktion bis Naturalismus. Sie war aktives (Gründungs-)Mitglied der Künstlerinnengruppe Galerie Futura in Berlin.

### Filme
- 1960 Adieu Philippine (Jacques Rozier, deutsche Synchronfassung, weibliche Hauptrolle)
- 1960 Drehbuchassistenz bei Peter Fleischmann
- 1961 Vorsicht Kamera (Lockvogel, div. Rollen, mit Chris Howland und Helli Pagel)[1]
- 1962 Das ozeanische Fest (Regie Ottokar Runze, Kamera Wolfgang Treu, mit Brigitte Grothum und Carsta Löck)
- ca. 1964-1965 div. Rollen in Werbefilmen
- 2013, Oktober WDR Dokumentation zu Vorsicht Kamera, im Rahmen der Sendung Aktuelle Stunde

### Bücher
Als Autorin arbeitete Erika Tappe hauptsächlich autobiographisch und zeitgeschichtlich.
- (1999) Maikäfer flieg… 
In: Gebrannte Kinder – Kindheit in Deutschland 1939–1945, Zweiter Teil; Reihe Zeitgut Band 7, Zeitgut Verlag, ISBN 3-933336-26-0(Kapitelbeitrag)
- (2000)  Zuhause fremd 
In: Lebertran und Chewing Gum – Kindheit in Deutschland 1945–1950; Reihe Zeitgut Band 14, Zeitgut Verlag, ISBN 3-933336-23-6 (Kapitelbeitrag)
- (2002) Eine italienische Nacht (1957) 
In: Halbstark und tüchtig – Jugend in Deutschland 1950-1960; Reihe Zeitgut Band 17, Zeitgut Verlag, ISBN 3-933336-17-1 (Kapitelbeitrag & Bild Umschlagrückseite)
- (2002) 1952 - 1963 "Keine Ausnahme" 
In: Halbstark und tüchtig – Jugend in Deutschland 1950-1960; Reihe Zeitgut Band 17, Zeitgut Verlag, ISBN 3-933336-17-1 (Kapitelbeitrag)
- (2004) Kurswagen nach Kopenhagen 
In: Mauer-Passagen – Grenzgänge, Fluchten und Reisen 1961-1989; Reihe Zeitgut Band 19, Zeitgut Verlag, ISBN 3-933336-19-8 (Kapitelbeitrag)
- (2004) 9./10. November 1989 "Nun ist er endgültig kaputt!" 
In: Mauer-Passagen – Grenzgänge, Fluchten und Reisen 1961-1989; Reihe Zeitgut Band 19, Zeitgut Verlag, ISBN 3-933336-19-8 (Kapitelbeitrag)
- (2017) Musik überall
In: Griechische Einladung in die Musik,  GrössenWahn Verlag Frankfurt/M., ISBN 978-3-95771-150-2
- (2019) Die Pfeile des Eros
In: Entführung in die Antike,  PalmArtPress Berlin, ISBN 978-3-96258-039-1